# Кърни (окръг)
Окръг Кърни (на английски: Kearney County) е окръг в щата Небраска, Съединени американски щати. Площта му е 1336 km², а населението - 6882 души (2000). Административен център е град Миндън.